# Psiloderces suthepensis
Psiloderces suthepensis là một loài nhện trong họ Ochyroceratidae. Loài này phân bố ở Thailand.